# Oceanodroma hornbyi
Oceanodroma hornbyi là một loài chim trong họ Hydrobatidae.